# Walzenbeil

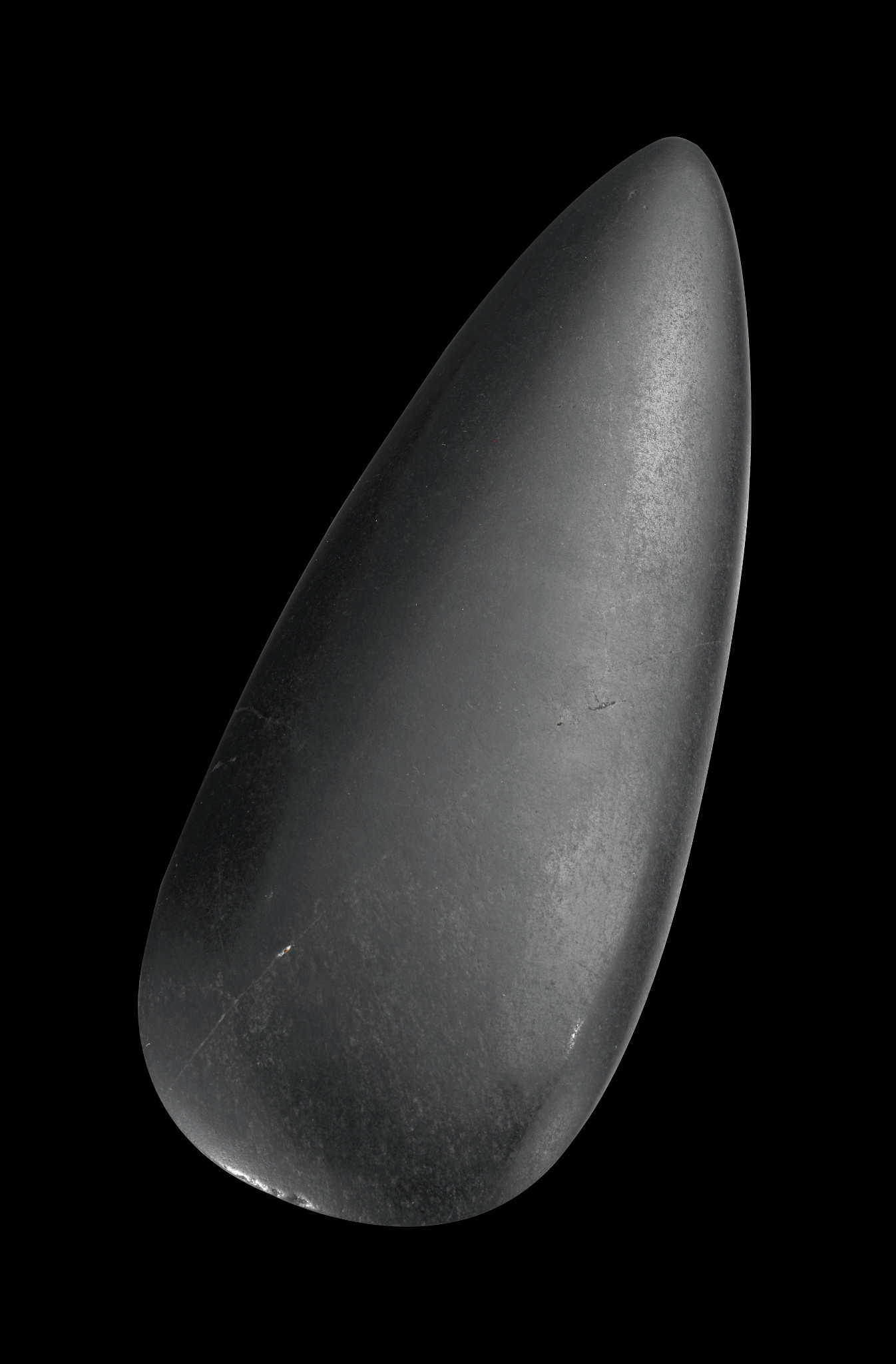
Walzenbeil aus Rensing-Kellinghusen

Walzenbeile sind eine Erscheinung der Mittel- und der frühen Jungsteinzeit. Sie kommen in Nordeuropa und Nordafrika vor. Es handelt sich um Kernbeile (im Gegensatz zu Abschlagbeilen) mit annähernd rundem oder elliptisch-ovalen Querschnitt. Die Beilbreite beträgt meist etwas weniger als 30 % der Länge. 
Walzenbeile wurden hauptsächlich aus vorgeformten Geröllen (Granit, Gneis, Porphyr und Grünstein) hergestellt. Ihre finale Formgebung erfolgte durch Picken; während der Jungsteinzeit auch durch zusätzliches Schleifen. Ihre geschliffene Schneide ist gerade bis stark gewölbt. Der Schaft wurde am Beilkörper gemeinhin mit Fasermaterial befestigt.
In Nordafrika finden sich Miniaturwalzenbeile, die vermutlich geschäftet wurden.